# 木村泰賢
木村 泰賢（1881年8月11日—1930年5月16日），日本佛教曹洞宗僧侶，生於岩手縣，印度哲學與佛教研究學者，東京帝國大學文學博士、東京帝國大學教授、岩手縣東慈寺住持。

## 生平
幼名二藏，於曹洞宗東慈寺出家。1903年，畢業於曹洞宗大學（今駒澤大學），隨後進入東京帝國大學（今東京大學）印度哲學系，師從高楠順次郎。1909年以《阿毘達磨論書的研究》（日语：阿毘達磨論の研究）取得文學博士資格。後曾從軍，參與日俄戰爭，退伍後，歷任曹洞宗大學講師、日本女子大學講師、東京帝國大學講師。1918年，以《印度六派哲學》一書獲得日本學士院恩賜獎。
1920年，取得公費留學資格，留學英國。1923年，回國後升任東京帝國大學教授。
1930年，因心臟病過世。